# Calpan
Calpan es una localidad del estado mexicano de Puebla. Es cabecera del municipio de Calpan.

## Demografía
| Gráfica de evolución demográfica |
|                                  |

| Censo | Población |
| ----- | --------- |
| 1900  | 2 213     |
| 1910  | 637       |
| 1921  | 2 276     |
| 1930  | 2 779     |
| 1940  | 3 165     |
| 1950  | 3 829     |
| 1960  | 3 580     |
| 1970  | 4 042     |
| 1980  | 5 538     |
| 1990  | 8 828     |
| 1995  | 9 031     |
| 2000  | 9 562     |
| 2005  | 6 797     |
| 2010  | 7 161     |
| 2020  | 8 195     |